# Колиндат
Колиндат (рум. Colindatul de ceată bărbătească) је назив за обичај који се ритуално изводи на Бадњи дан у селима у Румунији и Републици Молдавији.

## О обичају
Уочи Божића, на Бадњи дан се окупљају младићи који обилазе куће домаћина и певају свечане обредне песме. Од домаћина добијају поклоне и новац. Песме су епског карактера и прилагођавају се сваком домаћину и његовој животној ситуацији.
Уколико у кући има девојака за удају, онда се певају посебне песме за неудате девојке и плеше се с њима да би им се помогло да у наредних годину дана нађу мужеве. Колиндат је састављен традиционално од неожењених младића. Искусни мушкарци обично организују обуке и често су некадашње вође Колиндата. Те ритуалне обредне песме се уче на пробама до дана извођења, тј. Бадњег дана. У неким селима се дозвољава и деци да присуствују обукама како би научили обредне песме. 
Понекад се изводи и перформанс у костимимауз пратњу живе музике, а често буде и нека кореографија.

## Значај очувања Колиндата
Очување старих обичаја као нематеријално културно наслеђе је изузетно важно за очување социјалног идентитета једне земље. Румунија и Република Молдавија се граниче преко реке Прут и доњег тока реке Дунав. Због близине имају и неке сличне обичаје. Године 2013. је уписан Колиндат Румуније и Републике Молдавије као нематеријално културно наслеђе под Унескоом. На тај начин се чува наслеђе једног народа и преноси са колена на колено ради очувања обичаја тих народа.